# Patty Hopkins
Lady Patricia „Patty“ Ann Hopkins OBE (geboren 1942 in Stoke-on-Trent, Staffordshire als Patricia Ann Wainwright) ist eine britische Architektin. Sie gründete 1976 mit ihrem Ehemann Michael Hopkins das Architekturbüro Michael Hopkins and Partners, heute Hopkins Architects. Gemeinsam wurden sie 1994 mit der Royal Gold Medal for Architecture ausgezeichnet.

## Leben

### Jugend und Ausbildung
Patty ist die Tochter von Shelagh Joan, geborene Barry, (1909–2003) und Denys Wainwright (1908–2008). Beide Eltern waren Ärzte. Väterlicherseits waren ihr Großvater Architekt und ihre Großmutter Allgemeinmedizinerin. Patty besuchte das Mädcheninternat Wycombe Abbey in Buckinghamshire.

Mit siebzehn begann sie an der School of Architecture der Architectural Association (AA) zu studieren und war dort 1959 eine von fünf Frauen unter 60 Studierenden. Im Alter von 20 Jahren heiratete sie 1962 in Newcastle-under-Lyme den Kommilitonen Michael Hopkins. Sie bekam bald darauf zwei Kinder und machte ihren Abschluss daher erst 1968. Das Paar renovierte ein baufälliges Town House in Suffolk, das an eine Kirche angebaut war und lebte dort bis 1970, mit inzwischen drei Kindern, bis es in ein von Neave Brown entworfenes Reihenhaus in der Winscombe Street im Londoner Stadtviertel Highgate Newtown umzog. 1976 schließlich zog die Familie in das eigene Haus nach Nordlondon umzog.

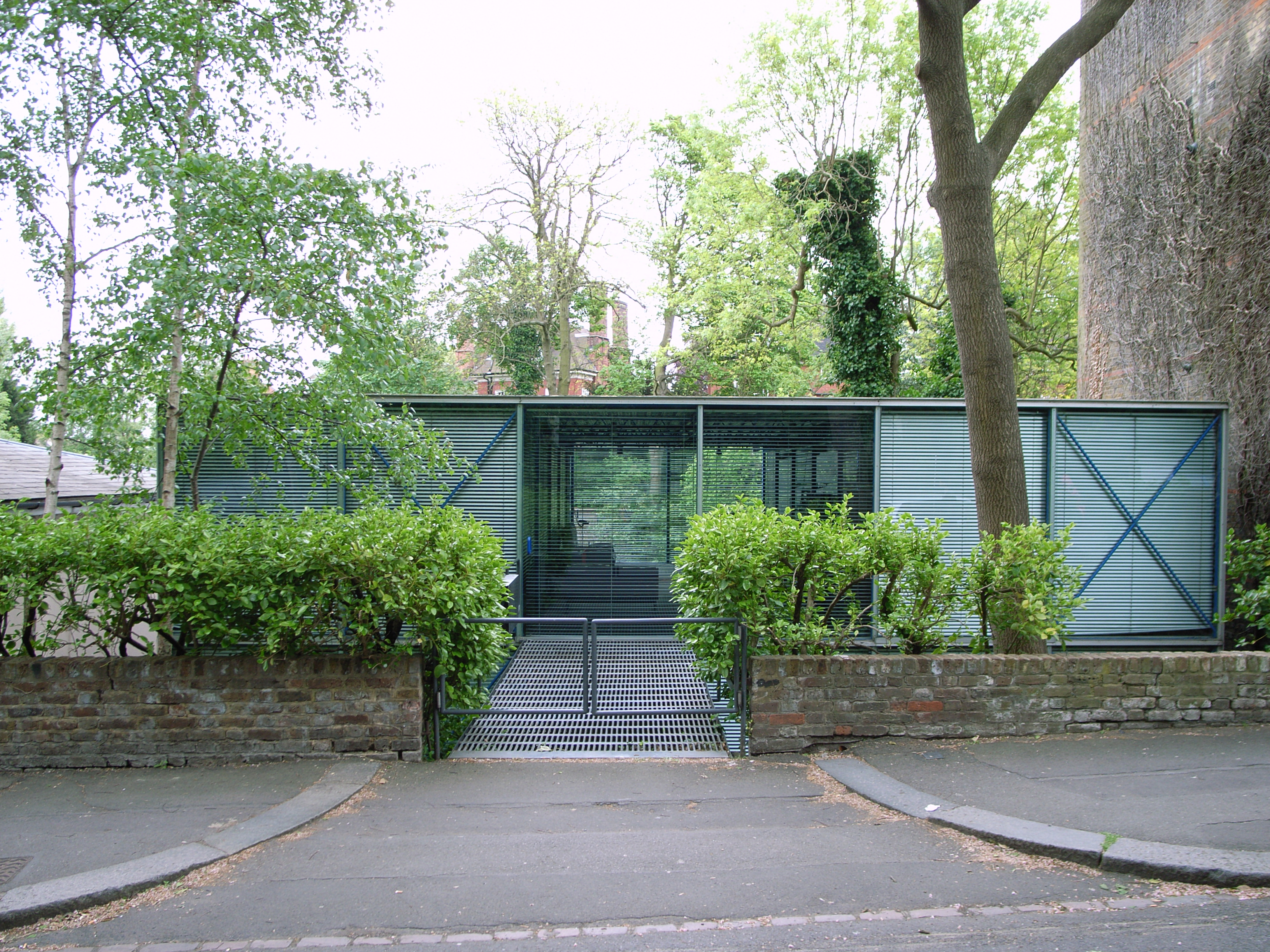
Hopkins House in Hampstead 1976

### Architektin
Wie ihr Mann, arbeitete auch Patty Hopkins nach dem Studium bei Foster Associates (heute: Foster + Partners). Sie war dort unter anderem verantwortlich für Renovierung und Erweiterung des Pond House in Hampstead.
1976 gründete Hopkins zusammen mit ihrem Mann das Architekturbüro Hopkins Architects. Firmensitz war das Hopkins House in Hampstead (London), wo sie sich im Obergeschoss das Büro einrichteten und das in den Hang gebaute Untergeschoss als Zuhause für sich und ihre Kinder nutzten. Das Haus wurde aus industriell hergestellten Komponenten errichtet: Es bestand aus freiliegenden Stahlrahmen und transparenten Glaswänden. Die Sicht wurde über Jalousien geregelt. Das Hopkins House erregte deshalb großes Aufsehen, weil bis dahin das Bauen in Stahl und Glas nur als adäquate Lösung für Industrie- und Bürobauten angesehen wurde. Es erinnert an das Eames House in Santa Monica und auch an das Pond House, das Patty in der Nachbarschaft verantwortete.

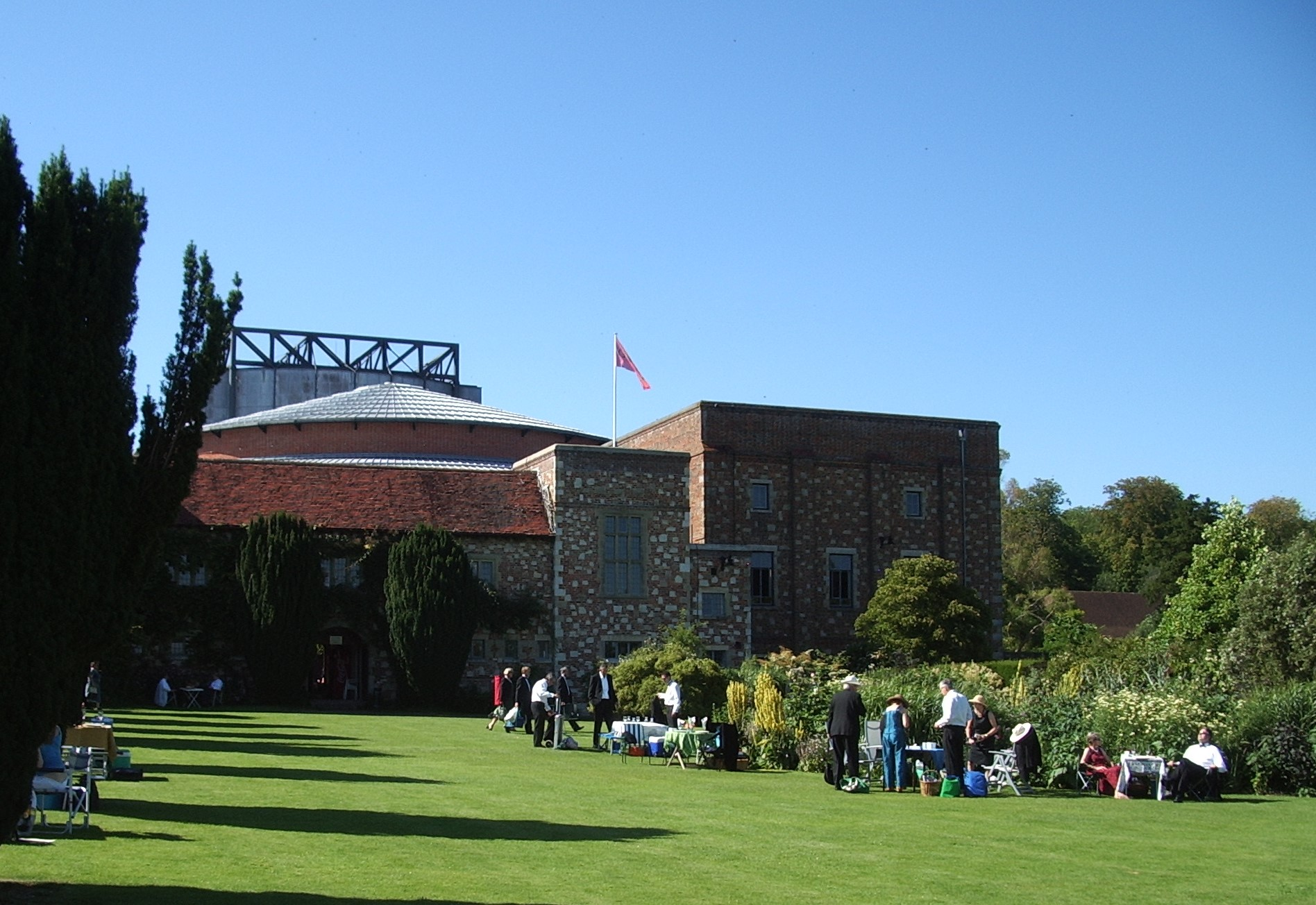
Glyndebourne Opera House, Sussex 1994

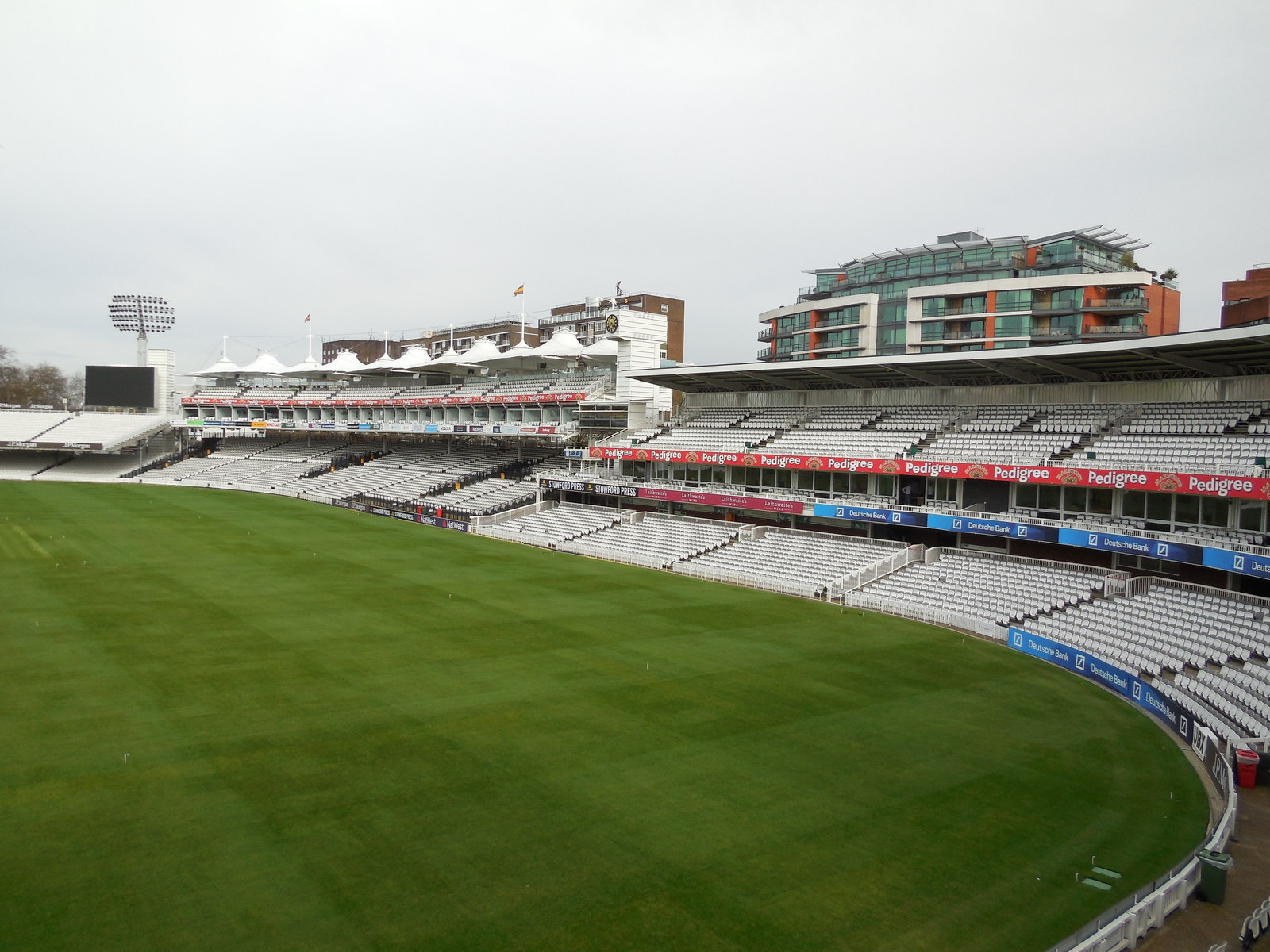
Mourne Stand links mit textiler Überdachung, Lord’s Cricket Ground 1987

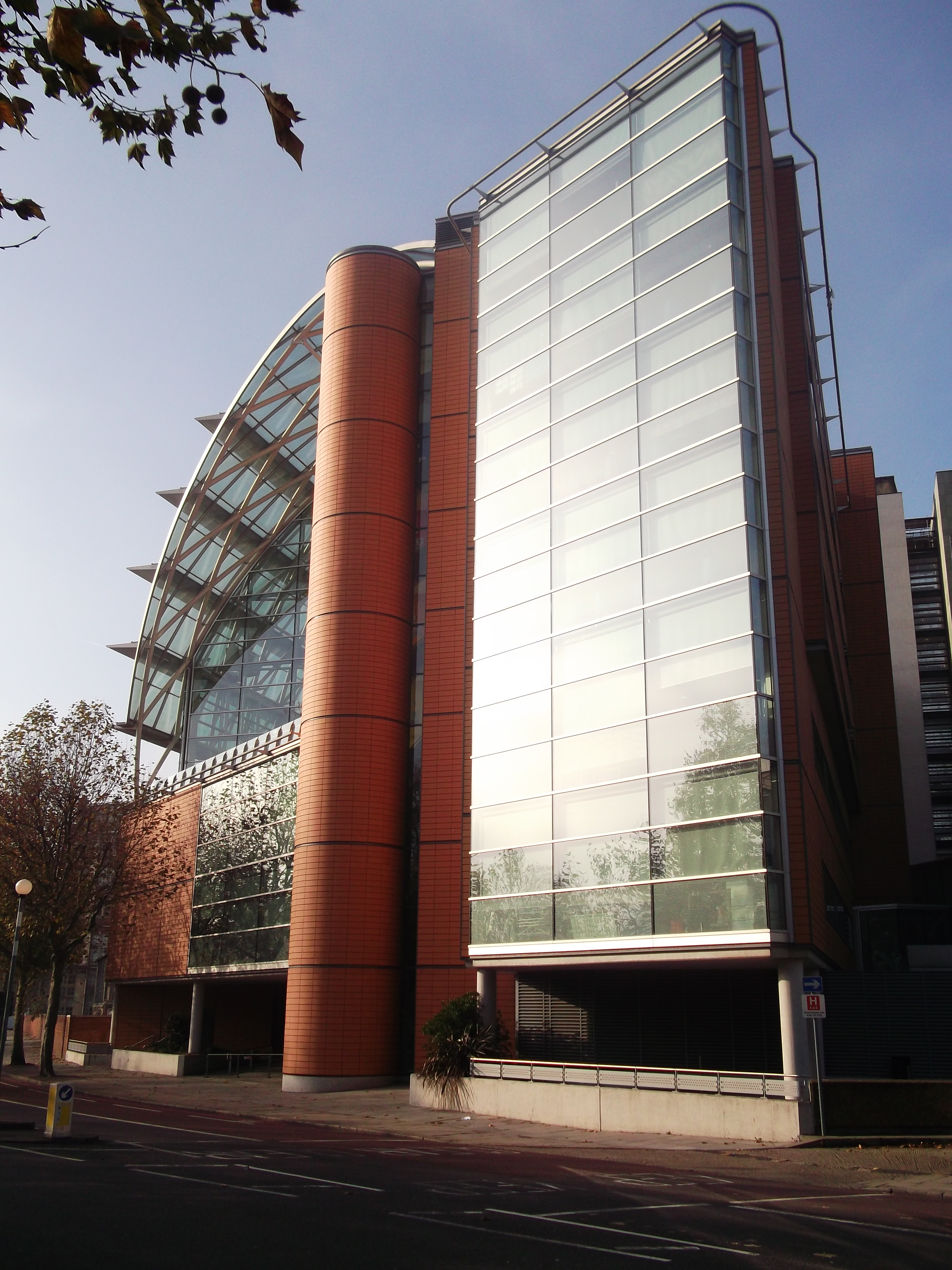
Evelina children's hospital, Westminster, London

Die National Portrait Gallery hebt den Mound Stand im Lord’s Cricket Ground in London und das an der 1994 fertiggestellten Glyndebourne Festival Opera in Sussex als besonders bemerkenswerte Projekte von Patty Hopkins hervor. Sie selbst benennt auch das 2005 fertiggestellten Evelina children's hospital in London.
Ihre Rolle im Architekturbüro beschreibt Patty Hopkins so: Anfangs arbeiteten beide intensiv an den Projekten zusammen. In den letzten Jahren übernahm sie eher die Arbeit der Geschäftsführerin. Michael Hopkins beschrieb ihre Rolle wie folgt: „The practice wouldn’t have developed without you. You were the glue and the oil.“ (deutsch: Das Architekturbüro hätte sich ohne dich nicht weiterentwickelt. Du warst der Klebstoff und das Öl.)
Zu ihrer Arbeit als Architektin sagte Hopkins 2011: „Als ich jünger war, waren ältere Männer eher herablassend. Es gibt immer noch Kunden, die sich mit Architektinnen unwohl fühlen, aber ich kann nicht sagen, dass mich das stört. Ich bin keine Feministin. Ich bin eine Architektin und versuche, mich auf meine Arbeit zu konzentrieren.“  Im Jahr 2014 hielt sie die Hauptrede beim Mittagessen der „Women in Architecture“.

### Patera-Stahl
Das von Patty und Michael Hopkins in Zusammenarbeit mit Anthony Hunt entwickelte Bausystem aus Stahl und Glas wurde von Nigel Dale aufgegriffen und ging als Patera Building System in Produktion. Hopkins Architects kauften die Produktionsfirma später und Patty Hopkins leitete die Firma. Allerdings wurden neben einem Prototyp nur sechs weitere Patera-Bauten realisiert. Zwei davon waren Bürogebäude für Hopkins Architects und weitere vier wurden für BT in den Londoner Docklands erstellt. Hopkins Architects erwarben die Patente des Patera Building Systems und ließen ihre Erkenntnisse in weitere Bauprojekte einfließen.

### Auszeichnungen und Engagement
1994 wurden Patty und Michael Hopkins gemeinsam mit der Royal Gold Medal des Royal Institute of British Architects (RIBA) ausgezeichnet. Da Michael Hopkins 1995 zum Knight Bachelor geadelt wurde und damit den Zusatz „Sir“ tragen durfte, konnte Patty Hopkins als Ehefrau den Zusatz „Lady“ tragen.
Patty Hopkins wurde 1996 zum Ehrenmitglied der Royal Incorporation of Architects in Scotland (RIAS) und 1997 zum Ehrenmitglied des American Institute of Architects (AIA) ernannt.
Ende Dezember 2023 nahm King Charles III. Patty Hopkins als Officer in den Order of the British Empire (OBE) auf für ihre Verdienste in der Architektur.
Patty Hopkins war Vorstandsmitglied der Arts Council’s Lottery und Beirat der Londoner National Gallery, wo sie den Bauausschüssen vorstand.

### Retouche 2014
2014 wurde die BBC kritisiert, weil sie ein Foto ohne Patty Hopkins in der dritten Sendung der BBC-Serie „The Brits Who Built the Modern World“ zeigte. Im Mittelpunkt der Serie standen die fünf männlichen Architekten Norman Foster, Richard Rogers, Nicholas Grimshaw, Terry Farrell und Michael Hopkins, ihr Ehemann. Die Kritik konzentrierte sich auf die Tatsache, dass Patty Hopkins neben ihrem Ehemann ein vollwertiger Partner von Hopkins Architects war. Der BBC wurde vorgeworfen, Architektinnen zu ignorieren. Diese versuchte sich zu entschuldigen mit dem Hinweis, sie habe sich im Vorfeld mit Patty Hopkins getroffen, um sich über ihre Beteiligung an dem Film zu einigen. Das Foto war angeblich ohne Wissen der BBC vom Fotografen so bearbeitet worden, dass Patty Hopkins nicht mehr sichtbar war. Die fünf Architekten und Patty Hopkins waren Thema der RIBA-Ausstellung, die ebenfalls den Titel „The Brits Who Built the Modern World“ trug.

### Privates
Patty Hopkins hat mit Michael Hopkins drei Kinder: Sarah, Abigail und Joel. Michael Hopkins starb am 17. Juni 2023.